# With the Beatles
A With the Beatles a The Beatles második albuma. Négy hónappal az első lemez megjelenése után vették fel és 1963 végén került a boltokba. Hat Motown- és R&B-feldolgozás mellett nyolc eredeti számot tartalmazott, köztük George Harrison első számát, a Don't Bother Me-t. Az Egyesült Államokban Meet the Beatles! címen jelent meg 1964. január 20-án.
Szerepel az 1001 lemez, amit hallanod kell, mielőtt meghalsz című könyvben.

## Dalok
| 1. | It Won't Be Long   | John Lennon, Paul McCartney                                                     | John Lennon                 | 2:13 |
| 2. | All I’ve Got to Do | John Lennon, Paul McCartney                                                     | John Lennon                 | 2:03 |
| 3. | All My Loving      | John Lennon, Paul McCartney                                                     | Paul McCartney              | 2:08 |
| 4. | Don't Bother Me    | George Harrison                                                                 | George Harrison             | 2:28 |
| 5. | Little Child       | John Lennon, Paul McCartney                                                     | John Lennon, Paul McCartney | 1:46 |
| 6. | Till There Was You | Meredith Willson                                                                | Paul McCartney              | 2:14 |
| 7. | Please Mr. Postman | Georgia Dobbins, William Garrett, Freddie Gorman, Brian Holland, Robert Bateman | John Lennon                 | 2:34 |

| 1. | Roll Over Beethoven         | Chuck Berry                 | George Harrison              | 2:45 |
| 2. | Hold Me Tight               | John Lennon, Paul McCartney | Paul McCartney               | 2:32 |
| 3. | You Really Got a Hold on Me | Smokey Robinson             | John Lennon, George Harrison | 3:01 |
| 4. | I Wanna Be Your Man         | John Lennon, Paul McCartney | Ringo Starr                  | 2:00 |
| 5. | Devil in Her Heart          | Richard Drapkin             | George Harrison              | 2:26 |
| 6. | Not a Second Time           | John Lennon, Paul McCartney | John Lennon                  | 2:07 |
| 7. | Money (That's What I Want)  | Janie Bradford, Berry Gordy | John Lennon                  | 2:50 |